# Sefer ha-Razim
Das Sefer ha-Razim (hebr. ספר הרזים ‚Buch der Geheimnisse‘) ist ein magisch-mystisches Zauberbuch, vermutlich in Palästina im frühen 4. oder späten 3. Jahrhundert entstanden.
Der Text wurde 1963 von Mordecai Margalioth entdeckt, als dieser in Oxford bei der Untersuchung von Fragmenten der Kairoer Geniza zu dem Schluss gelangte, dass es sich um Zeugnisse eines einzigen Textes handele. 1966 veröffentlichte Margalioth eine Rekonstruktion dieses Textes.
Neben hebräischen und arabischen Geniza-Fragmenten verwendete Margalioth mehrere Manuskripte aus verschiedenen Bibliotheken, darunter der Orientalischen Bibliothek der Ungarischen Akademie der Wissenschaften, der des Jewish Theological Seminary in New York und der Schocken Library in Jerusalem. Hinzu kommt eine lateinische Übersetzung, Liber Razielis Angeli.
1983 erschien eine  englische Übersetzung des Textes von Michael A. Morgan und 2009 veröffentlichten Bill Rebiger und Peter Schäfer eine Textedition zusammen mit einer deutschen Übersetzung.

## Inhalt
Der Text besteht aus einem Einleitungsteil und sieben Abschnitten entsprechend den sieben Himmeln. Im Einleitungsteil wird geschildert, dass der Engel Raziel den Text vor der Sintflut an Noach übergeben habe. Der Text verspricht, darüber zu unterrichten,

„wie die Untersuchung der himmlischen Sphären durchgeführt wird, wie alles in ihren sieben Gefilden durchwandert wird, wie die astrologischen Zeichen beobachtet werden, die Wege der Sonne untersucht und jene des Mondes erklärt werden, wie man die Wege des Großen Bären, des Orion und der Plejaden kennen lernt, welches die Namen der Aufseher jedes einzelnen Firmaments sind und über welche Gebiete sie regieren und wie man sie dazu bringt, Erfolg in allen gewünschten Dingen zu gewährleisten, welches die Namen ihrer Helfer sind und welche (Trank-) Opferungen man ihnen bringen muss, und schließlich, welches die richtige Zeit ist, zu der sie die Gebete erhören und die Wünsche derer erfüllen, die sich ihnen in Reinheit nähern.“

Die folgenden Abschnitte schildern, ähnlich den Hekhalot-Texten, nacheinander die sieben Himmel und teilen die Namen der darin befindlichen über 700 Engel mit. Jeder dieser Abschnitte enthält über die Namen der Engel hinaus jeweils eine Beschreibung ihrer Funktion, der Zwecke, denen sie dienstbar gemacht werden können, sowie eine magische Prozedur, um das zu bewirken, einschließlich entsprechender Beschwörungsformeln. 
Der letzte Abschnitt beschreibt den Thron Gottes. Der Text endet mit einem hymnischen Gotteslob.
Insgesamt handelt es sich um eine synkretistische Mischung aus jüdischer Merkaba-Mystik und hellenistischer Astralmagie und Astrologie.

## Ausgaben
- Mordecai Margalioth: Sefer ha-razim : hu sefer keshafim mi-teḳufat ha-Talmud = Sepher Ha-Razim: A Newly Recovered Book of Magic From the Talmudic Period, Collected From Genizah Fragments and Other Sources. Jerusalem 1966 (Text hebräisch mit englischem Titelblatt).
- Michael A. Morgan: Sepher Ha-Razim: The Book of Mysteries (= Texts and Translations 25 = Pseudepigrapha Series 11). Scholars Press, Chico, CA 1983, ISBN 0-89130-615-3 (englische Übersetzung).
- Bill Rebiger, Peter Schäfer (Hrsg.): Sefer ha-Razim: Das Buch der Geheimnisse. 2 Bde. Mohr Siebeck, Tübingen 2009. 
  - Bd. I: Edition (= Texts and Studies in Ancient Judaism 125). ISBN 978-3-16-149781-0.
  - Bd. II: Einleitung, Übersetzung und Kommentar (= Texts and Studies in Ancient Judaism 132). ISBN 978-3-16-149956-2.